# Piazza della Vittoria

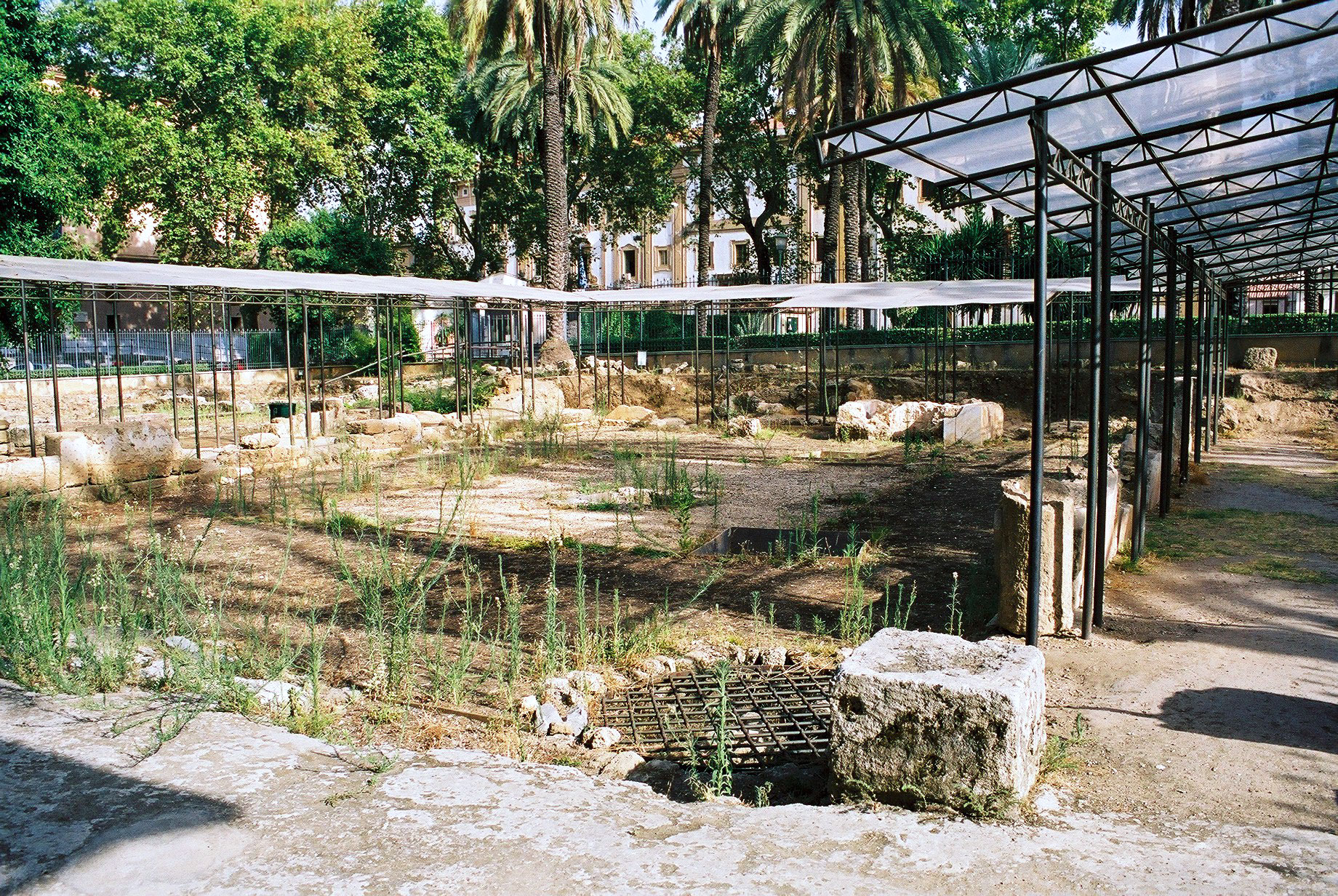
Ausgrabungen römischer Häuser

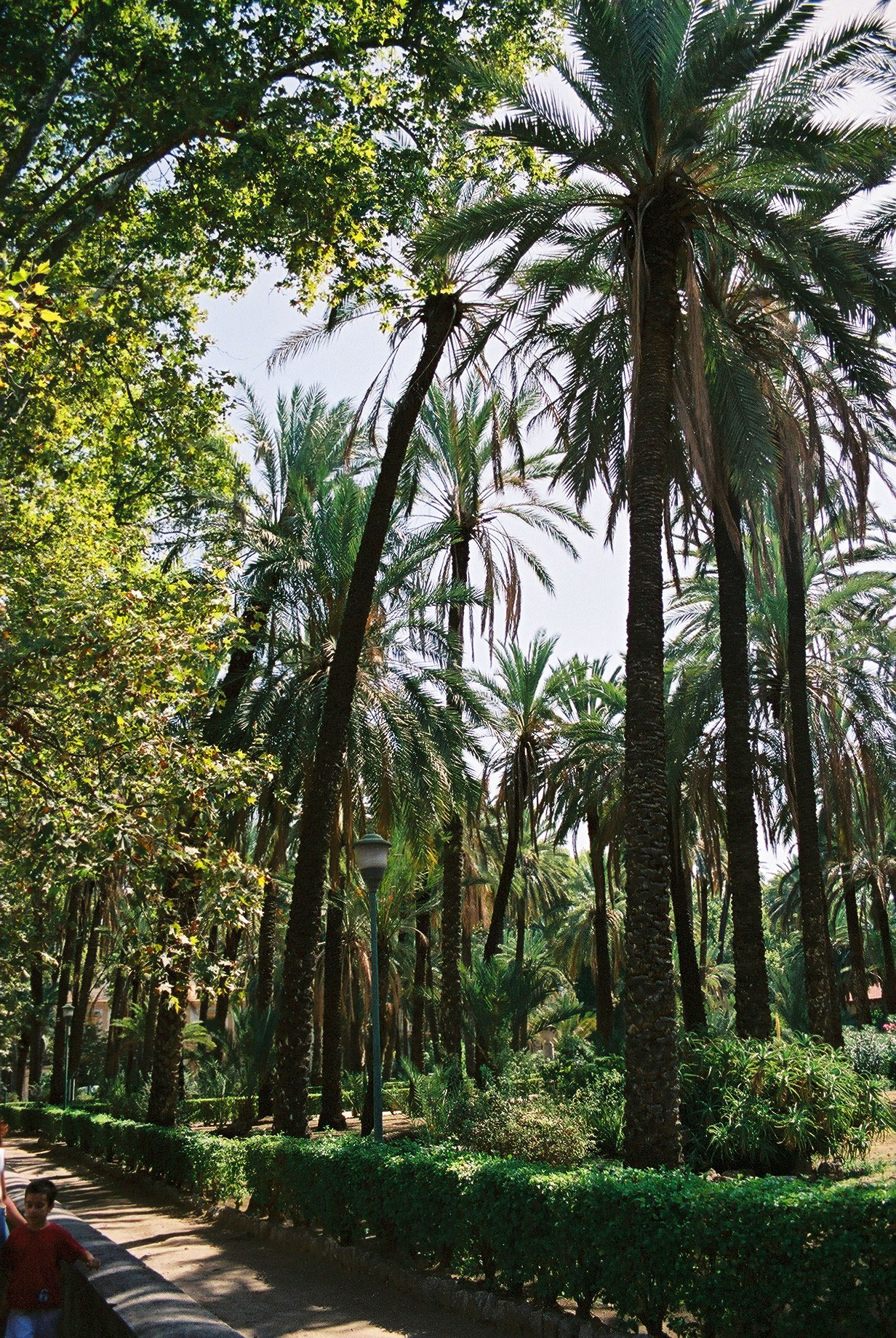
Palmengarten Villa Bonanno

Die Piazza della Vittoria ist ein Platz in Palermo. Er erstreckt sich nach Osten bis zum Erzbischöflichen Palais und zum Palazzo Sclafani. Neben der Piazza della Vittoria liegt die Piazza Parlamento mit dem Normannenpalasts, dem Sitz des sizilianischen Parlaments.
Den größten Teil des Platzes nimmt die Villa Bonanno ein, ein Palmengarten, der 1905 angelegt wurde.
An der Südostseite des Platzes wurden Ausgrabungen römischer Häuser durchgeführt. Die einfacheren Bodenmosaiken befinden sich noch an Ort und Stelle, die kunstvolleren wurden in das Archäologische Regionalmuseum übertragen. 